# حديقة حيوان المنصورة
حديقة حيوان المنصورة ، هي إحدى حدائق الحيوان في مصر، أنشئت عام 1949 على مساحة 12257 مترًا مربعًا، حيث تبرع الخواجة «توريل» الذي أنشأ الحي الذي تقع فيه الحديقة، وأبرم عقد «انتفاع» واشترط أن تكون حديقة حيوان فقط، ويتم الاهتمام بها، وإذا تم تغيير نشاطها تعود إلى ورثته بموجب العقد المبرم.
في عام 2010 قام الببر في حديقة حيوان المنصورة بقتل حارسه  ، وتم بعد ذلك بيع الثلاث ببر.

## تسجيلات فيديو
- حديقة الحيوان بالمنصورة.. اسم فقط على يوتيوب
- إقبال كبير علي حديقة الحيوان بالمنصورة على يوتيوب

## فيسبوك
- رابطة اوار  على فيسبوك.
- Help rescue animals in Egypt Zoos  على فيسبوك.
- الهيئة العامة للخدمات البيطرية بجمهورية مصر العربية  على فيسبوك.

## وصلات خارجية
- المعداوى يطرح حديقة الحيوان بالمنصورة «للبيع» وسط غضب شعبي ، الصباح في 8 فبراير 2013
- محافظة الدقهلية تقرر تأجير حديقة الحيوان لمستثمر، و«النوعي» يطالبها بالشفافية، البديل في 11 فبراير 2013
- استياء في الدقهلية لطرح حديقة الحيوانات لـ«الانتفاع» ، فيتو في 5 فبراير 2013
- حديقة حيوان المنصورة في حالة مزرية وبلا حيوانات ، الوطن في 03 يناير 2013
- محافظ الدقهلية ينفى بيع حديقة الحيوان بالمنصورة ، اليوم السابع في 9 فبراير 2013
- مصرع عامل بحديقة حيوان المنصورة بعد التهام النمر لذراعه ، منصورة اونلين في 9 يناير 2010
- حديقة حيوان المنصورة بلا حيوانات ولا أسد غابة[وصلة مكسورة] ، منصورة اونلين في 13 ديسمبر 2011
- حديقة حيوانات المنصورة. مهددة بـ«الانقراض»[وصلة مكسورة] ، الأهرام المسائى في 29 أبريل 2012
- تطوير حديقة حيوان المنصورة يثير أزمة في الدقهلية ، اليوم السابع في 28 يوليو 2010
- حديقة حيوان المنصورة.. مخزن للخردة والسيارات المتهالكة  ، روزاليوسف اليومية في 7 نوفمبر 2009